# Listă de marinari români
Aceasta este o listă de marinari români:
- Traian Băsescu
- Eugeniu P. Botez
- Irina Constanziu-Vlassopol
- Victor Vlad Delamarina
- Ion Paulat
- Constantin Scarlat
- Teodora Angela Lefterescu
- Giovanni din Sulina[1]